# 穆罕默德·谢哈布丁
穆罕默德·谢哈布丁（羅馬化：Môhammod Shahabuddin，發音：[ˈmoɦɑmmod ˈʃɑɦɑbudːin]；1949年12月10日—）是一名孟加拉国法学家和政治家，他也是一名曾参与过孟加拉国解放战争的老兵。在该国2023年2月举行的总统选举上。他被执政党孟加拉人民联盟提名为孟加拉国总统选举的候选人并成功当选。他曾以多种身份为孟加拉国服务，包括担任地区和会议法官以及孟加拉国反腐败委员会专员等职。